# سيمون بيتي
سيمون بيتي (بالإنجليزية: Simon Beattie)‏ هو بائع كتب وملحن بريطاني، ولد في 5 فبراير 1975 في أيلزبري في المملكة المتحدة.